# Look What the Cat Dragged In
Look What the Cat Dragged In es el nombre del álbum debut de estudio grabado por la banda estadounidense de glam metal Poison. Fue lanzado al mercado por el sello discográfico Enigma Records el 23 de mayo de 1986. El primer sencillo publicado fue "Cry Tough", canción que no logró un éxito instantáneo. Los siguientes sencillos publicados, "Talk Dirty to Me", "I Want Action" y la power ballad "I Won't Forget You" obtuvieron una mejor repercusión comercial. El disco ha sido un rotundo éxito en el mundo y ha vendido más de 4 millones de copias. En la carátula del disco se puede ver a los cuatro miembros de la agrupación usando excesivas cantidades de maquillaje y extravagantes peinados, siguiendo el estilo glam que estaba de moda en la época.
El disco llegó a la posición N.º 3 de la lista de éxitos Billboard 200. Fue certificado triple platino en 1990 por la RIAA.

## Lista de canciones
Todas las canciones escritas y compuestas por Bret Michaels, C.C. DeVille, Bobby Dall y Rikki Rockett.
1. "Cry Tough"
2. "I Want Action"
3. "I Won't Forget You"
4. "Play Dirty"
5. "Look What the Cat Dragged In"
6. "Talk Dirty to Me"
7. "Want Some, Need Some"
8. "Blame It on You"
9. "#1 Bad Boy"
10. "Let Me Go to the Show"

### Sencillos
- "Cry Tough" #97 RU
- "Talk Dirty to Me" #9 EE. UU., #67 RU
- "I Want Action" #50 EE. UU., #69 RU
- "I Won't Forget You" #13 EE. UU., #45 RU

## Personal
- Bret Michaels - Voz
- C.C. DeVille - Guitarra - Coros
- Bobby Dall - Bajo - Coros
- Rikki Rockett - Batería - Coros

### Personal adicional
- Ric Browde - Arreglo - Producción
- Jim Faraci - Ingeniero - Producción